# Sărăcie

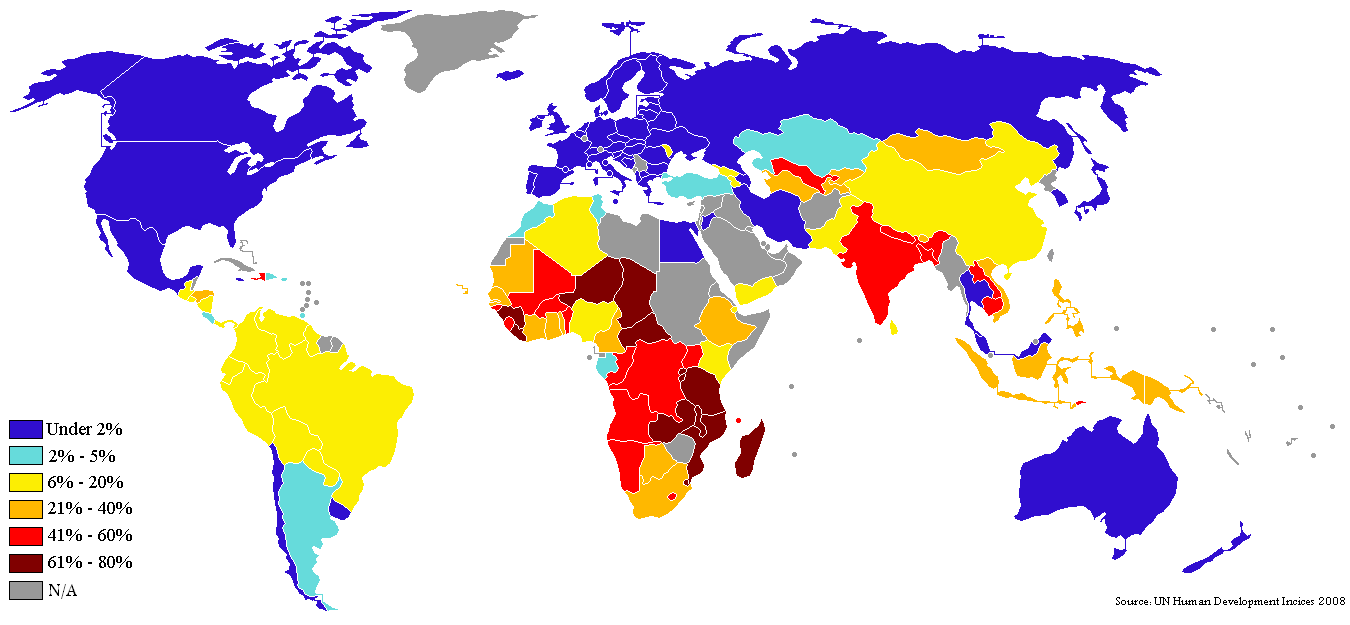
Procentul de persoane cu un venit de mai puțin de 1,25 $ pe zi pe glob, între 2000 și 2007, conform Băncii Mondiale

Drapelul WHO (OMS)

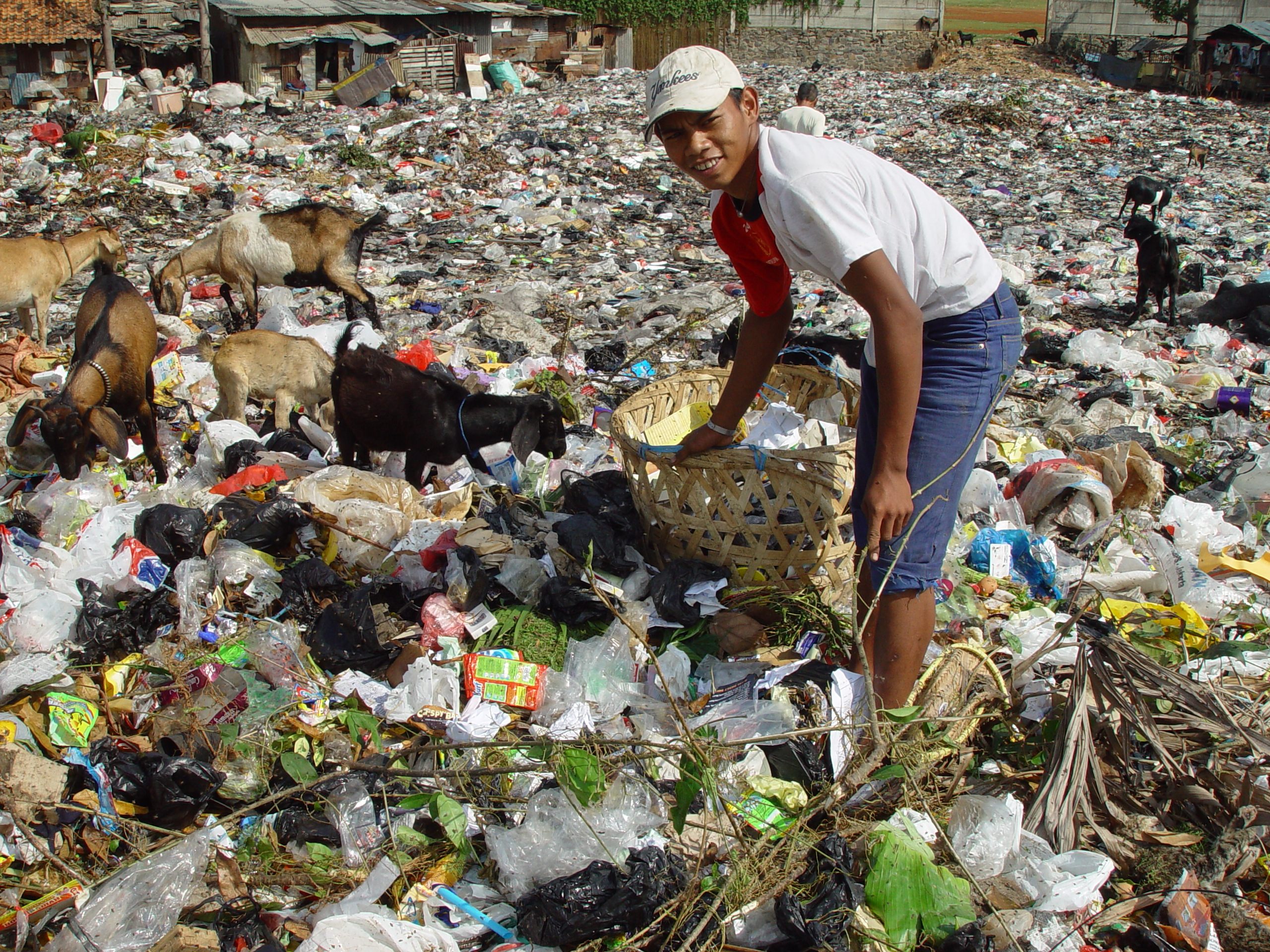
Slum in Jakarta

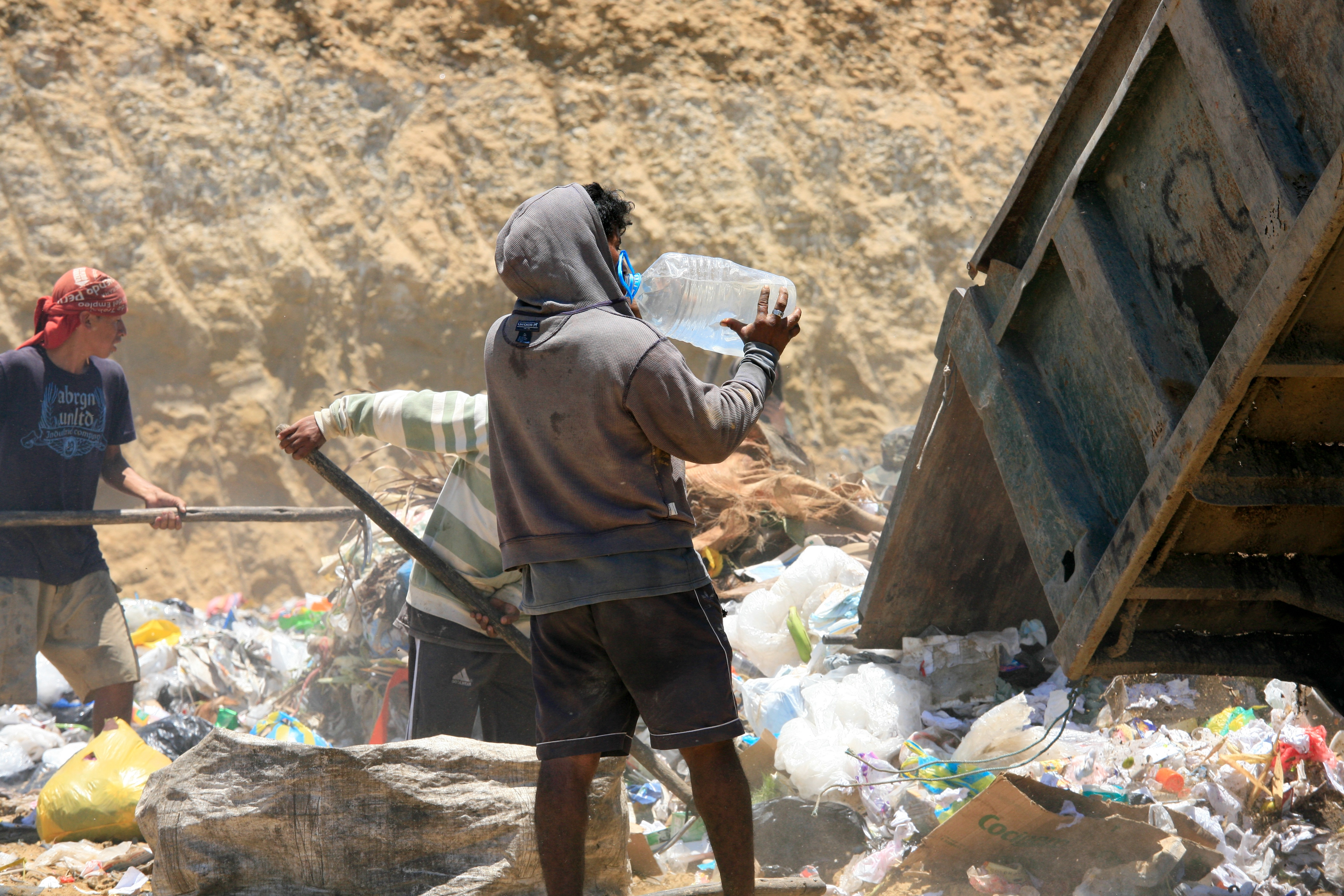

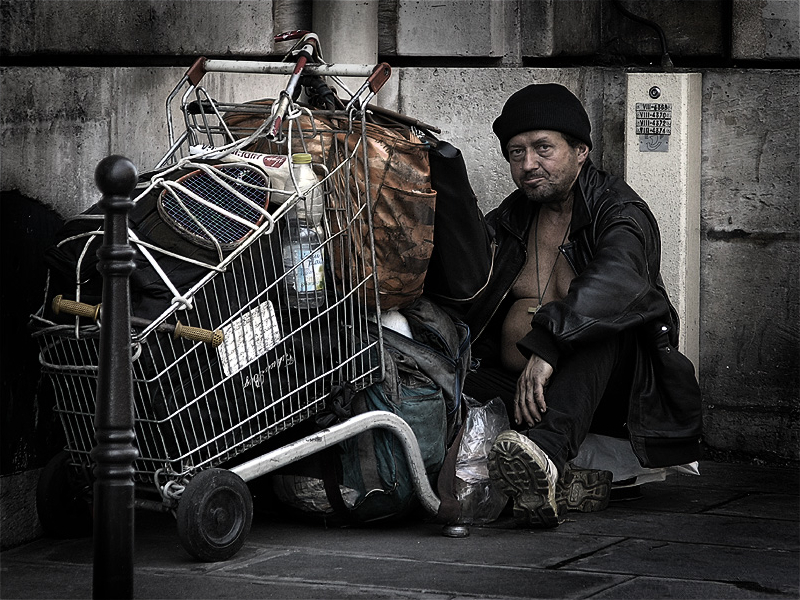
Persoană fără adăpost, în Paris

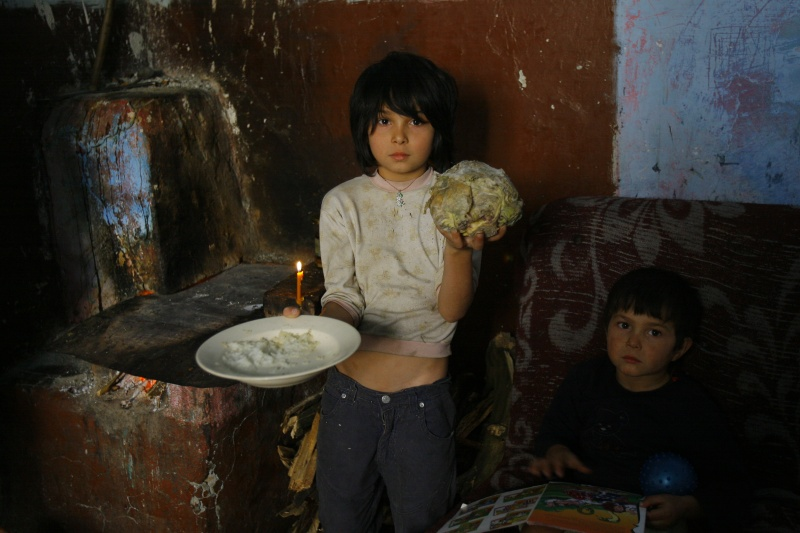
Doi copii care trăiesc în sărăcie

Sărăcia poate fi definită ca o stare socială în care un individ, activ pe piața forței de muncă, nu are posibilitate să-și asigure, lui și familiei sale, mijloacele materiale minime de subzistență. Sărăcia este o noțiune dinamică și trebuie privită în corelație  cu  nivelul de dezvoltare al fiecărei țări, baza de evaluare fiind un anumit standard minim de nivel de trai. Acest standard este relativ, fiind foarte diferit după țară sau regiune. Organizația Mondială a Sănătății (OMS), organizație din cadrul ONU, definește sărăcia ca pe un indice rezultat din raportul dintre venitul mediu pe glob pe cap de locuitor și venitul mediu (salariul mediu) pe cap de locuitor al țării respective. De exemplu în Germania, unde există un procent de 60 % din salariile medii din Uniunea Europeană, limita sărăciei a fost considerată în anul 2003 la un venit lunar de 983 euro.
Alte repere pentru stabilirea limitei sărăciei sunt insuficiența venitului pentru acoperirea cheltuielilor necesare unei alimentări regulate, sau a necesarului pentru îmbrăcăminte, încălzire și alte necesități indispensabile traiului. 
Această sărăcie atrage după sine deficiențe culturale, o lipsă de calificare și creșterea analfabetismului populației.
Sărăcia poate să fie o sărăcie absolută și o sărăcie relativă, între aceste două forme existând forme structurale tranzitive. 
Robert McNamara, un om politic american, definește sărăcia absolută ca o stare extremă a existenței umane când individul în lupta pentru supraviețuire este expus la lipsuri și umilințe de neînchipuit, ce depășesc fantezia lumii privilegiate.

În lume, aproape un miliard (850 de milioane) de oameni suferă de foame sau subnutriție din care 170 de milioane de copii. La fiecare 5 secunde moare un copil de o vârstă de sub 5 ani, în total mor anual cca. 30 de miloane de oameni din cauza subnutriției.
Pe glob, circa 1,4 miliarde de oameni nu au acces la energie electrică, circa 880 de milioane de persoane trăiesc, încă, fără apă potabilă și 2,6 miliarde de semeni de-ai noștri nu au canalizare.
În anul 2008 atât numărul oamenilor care trăiau cu sub 1,25 dolari pe zi, cât și ponderea lor în total, a scăzut la nivel mondial.
Este prima evoluție negativă globală a acestui indicator din 1981 și până acum.

## Măsuri de înlăturare a sărăciei
Printre aceste măsuri se numără atenuarea inegalitatilor sociale printr-un sistem de salarizare și impozitare echitabil , un învățământ performant, adaptat progresului tehnic și necesităților reale ale economiei naționale .  Ajutoarele sociale, alocațiile acordate de stat familiilor nevoiașe  rezolvă  problema sărăciei numai daca acestea sunt urmate și de alte masuri , cum ar fi  calificărea / recalificarea forței de muncă pentru a se adapta nevoilor economiei naționale și concurenței de pe piața forței de muncă.

## Cauze
Cauzele sărăciei sunt: 
- Inegalitate socială,
- Războaiele, sau alte conflicte militare care ,temporar, întrerup activitatea economica
- Structura politică  care nu permite sau ,prin măsurile luate , descurajează libera initiativă
- Structura economică ineficienta , cu multă birocrație și activități economice neadaptata progresului economic si social
- Guvenare ineficientă  (incompetentă , coruptă }, instabilitate legislativă, lipsa reformelor necesare avântului economic care să conducă la diminuarea  ratei șomajului
- Catastrofe naturale (cutremure, secetă)
- Epidemii care blocheaza activitatea economică si implicit raporturile comerciale
- O creștere  a numărului populației , raportat la resursele materiale existente
- Pregatire profesională deficitara , datorita unui sistem de instruire {Invatamant} depasit, neadaptat necesitatilor reale ale economiei
- Lipsa de interes a unor categorii de indivizi în formarea și dezvoltarea unor deprinderi pentru integrare în structuri economice și activități eficiente

## Religia creștină despre sărăcie
În a doua scrisoare către corinteni Apostolul Pavel a atras acestora atenția asupra exemplului lui Isus Cristos, care s-a făcut sărac „pentru ca prin sărăcia lui să deveniți voi bogați” (2 Cor 8,9). În evul mediu european au apărut ordinele mendicante, care au readus în atenție importanța sărăciei creștine, așa cum a fost predicată de Isus și fixată în scris de apostolul Pavel.

## Citate
„Reicher Mann und armer Mann // Standen da und sahn sich an. // Und der Arme sagte bleich: // Wär ich nicht arm, wärst du nicht reich.“ - aus dem Gedicht „Alfabet“, Bertolt Brecht 1934. (q:Bertolt Brecht) în traducere:
Săracul privește bogatul zicând posac
Dacă aș fi bogat ai fi tu sărac ( Bertolt Brecht 1934)

## Sărăcia în România
Printre personalitățile care au murit în sărăcie în România se numără:
Mihai Eminescu,
George Topîrceanu,
Dimitrie Bolintineanu,
Grigore Alexandrescu,
Ștefan Luchian,
Andrei Mureșanu,
Romulus Vulpescu,
Traian Demetrescu,
Ion Nicolescu,
Ioniță Scipione Bădescu,
Pavel Dan,
Constantin Brăiloiu,
Gil Dobrică,
Temistocle Popa,
Zavaidoc,
Gheorghe Chițu,
Ion Roată,